# Écologie du sol
L'écologie du sol est la science des interactions entre les êtres vivants du sol avec celui-ci, et l'étude des natures (biotique et abiotique) des sols eux-mêmes . Il existe un lien important entre la richesse des communautés végétales, fongiques, bactériennes, de la microfaune du sol (biodiversité) et les propriétés et les fonctions écologiques du sol

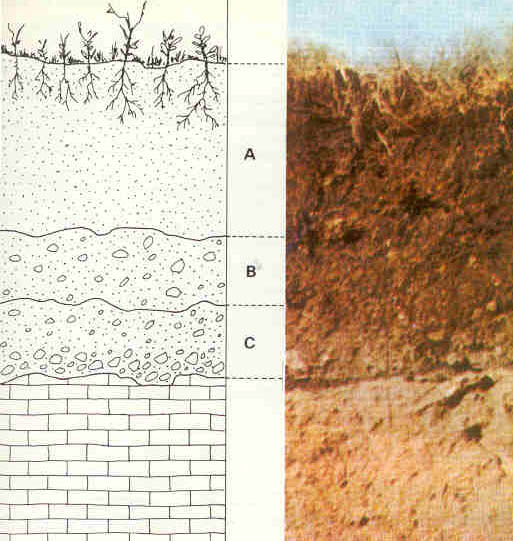
L'écologie des sols fait notamment appel à la pédologie pour l'étude de la structure et des horizons du sol

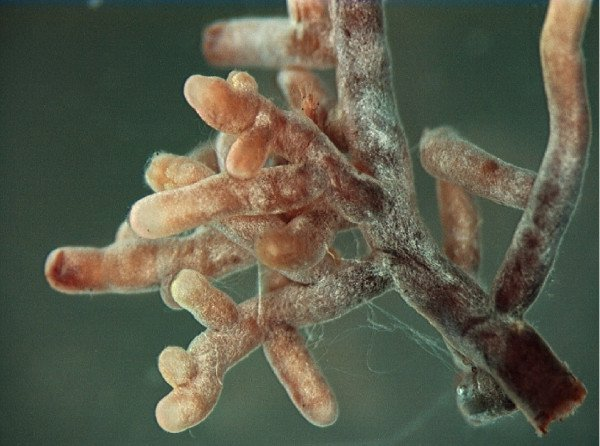
Radicelle entourée de mycélium, ectomycorrhizée par un champignon (amanita sp.)

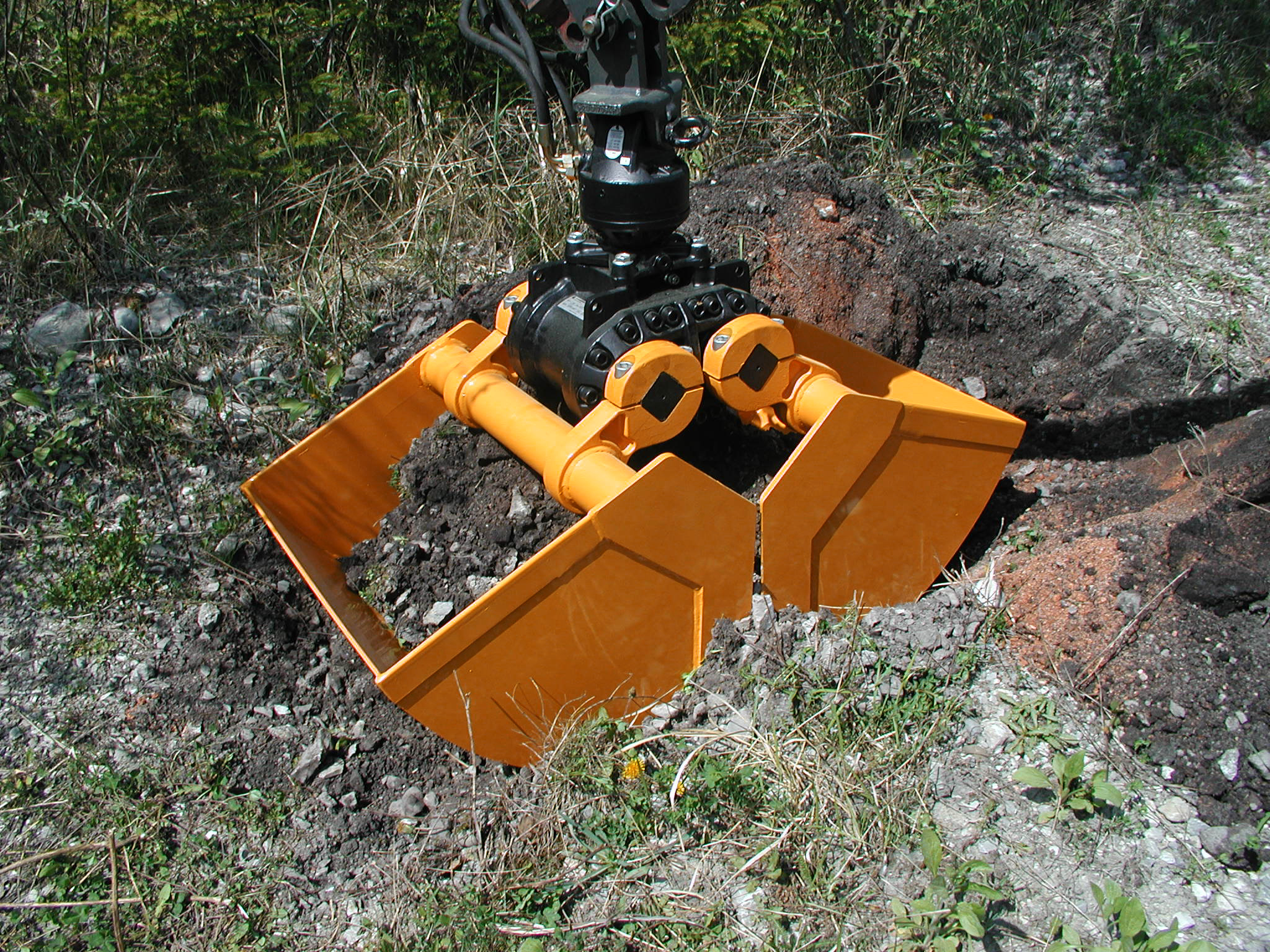
L'étude des sols pollués ou très artificialisés, pour mieux les gérer ou traiter est une des branches de l'écologie du sol.

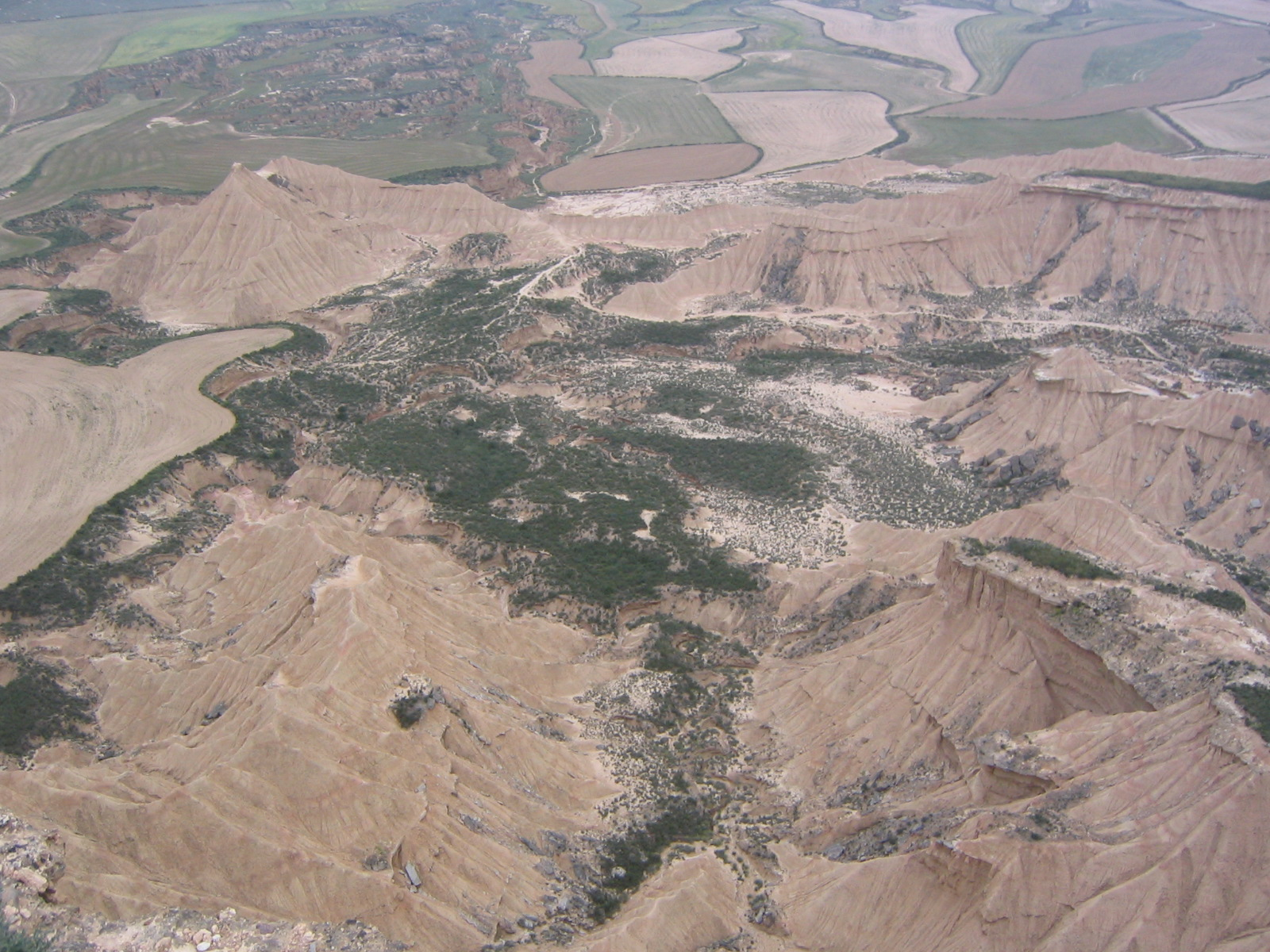
Sous les paysages s'étendent des pédopaysages. À toutes les échelles spatiales et temporelle, la vie du sol influe sur le paysage, et inversement

## Grands concepts
Le sol est à la fois un habitat d'espèces, un produit du vivant et un facteur de sélection des espèces, via des mécanismes complexes encore incomplètement compris. 
L'écologie du sol s'appuie notamment sur la pédologie, la biochimie et l'écotoxicologie, elle s'intéresse aux cycles biogéochimiques des éléments (carbone, métaux, oligoéléments) et aux nutriments majeurs (azote, phosphore, potassium magnésium, etc.). 
L'écologie des sols s'intéresse aussi à la formation et à la stabilisation des différents types de structure de sol et à leur porosité, ainsi qu'à sa biodiversité en microorganismes et aux Interactions durables ou aux déséquilibres qui peuvent se produire entre communautés vivantes du sol, dont pour les espèces pathogènes des plantes, de l'homme ou des animaux.
Certaines espèces semblent jouer dans le sol un rôle clé. C'est le cas par exemple des Lumbricina qui contribuent à régénérer ou améliorer le sol, des bactéries et des champignons.
Les équilibres prédateurs-proies y existent aussi, jouant un rôle important dans le cas des sols cultivés, avec par exemple les Chilopoda (petits prédateurs des sols); certaines espèces d'invertébrés fouisseurs sont parfois qualifiés d' « organismes ingénieurs du sol »(comme les vers de terre, les fourmis et termites qui influencent considérablement la diversité et l'activité des organismes appartenant à des groupes fonctionnels subordonnés. C'est aussi le cas des recycleurs de litière, les microprédateurs). L'activité et la diversité de ces ingénieurs du sol influent fortement sur les propriétés dites physiques du sol (hétérogénéité, stabilité structurale, distribution de la matière organique dans le profil du sol, circulation et rétention de l'eau...).

## Histoire
Charles Darwin s'est beaucoup intéressé au sol comme support de vie et produit de la vie. Il l'a observé durant 44 ans, avec des mesures minutieuses. Il a été l'un des précurseurs de la pédologie et plus encore de la pédobiologie ou de l'écologie du sol, même s'il employait d'autres mots pour évoquer ces sujets. 

Après avoir observé que les vestiges archéologiques étaient le plus souvent protégés par leur enfouissement sous la terre produite à partir de la végétation morte et des organismes du sol, il a contribué à faire connaitre l'importance des organismes fouisseurs tels que le ver de terre pour les sols, traduit en français en 1882. 

Dans un ouvrage publié le 10 octobre 1881 et intitulé « "The formation of vegetable mould through the action of worms with observations on their habits" » (son dernier livre scientifique, qui s'est vendu à 2 000 exemplaires immédiatement, et en quelques mois à 3 500 exemplaires vendus puis à 8 500 exemplaires en moins de trois ans, soit plus rapidement et en plus grand nombre que son œuvre principale, «L'Origine des espèces»), il a traité de l'importance du travail de bioturbation des vers de terre sur la pédogenèse, l’érosion, la fertilité du sol. Un critique en fait le commentaire suivant : « Au regard de la plupart des gens… le ver de terre est simplement un annélide aveugle, sourd, dépourvu de sensations, désagréablement gluant. M. Darwin entreprend de réhabiliter son caractère, et le ver s’avance tout à coup comme un personnage intelligent et bienfaisant, qui opère de vastes changements géologiques, un niveleur de montagnes… un ami de l’homme… et un allié de la Société pour la conservation des monuments anciens ». La réédition en 1945 de ce livre, avec une Introduction par Sir Albert Howard aura un succès encore plus important, confirmant le rôle de Darwin en tant que précurseur dans l'histoire de la pédologie, mais aussi comme pédagogue.

## Prospective
L'écologie des sols s'intéresse aussi au passé (paléosols) et aux processus actuels tendanciels, pour mieux comprendre le futur et en particulier les impacts de l'eutrophisation, de l'anthropisation des sols, des salinisations, du stress hydrique et des impacts du dérèglement climatique sur la vie et la qualité des sols du futur.
Par exemple le réchauffement pourrait étendre l'aire potentielle et réelle de distribution latitudinale des termites et favoriser les termites humivores ou les vers de terre endogés à régime géophage. Le recul des forêts denses ou humifères pourrait affecter la qualité des sols de régions entières.
L'intensification de l'urbanisation et de l'usage agricole ou forestier préoccupent les chercheurs de ce domaine, car des modifications de l'équilibre entre groupes fonctionnels d'organismes ingénieurs s'observent déjà.
Des espèces invasives (vers de terre exotiques, nématodes ou insectes introduits) du sol s'observent aussi dans certains écosystèmes perturbés, avec parfois des effets adverses sur la structure du sol. Là où les termites ont vu leur diversité se réduire, particulièrement celle des humivores, quelques espèces peuvent devenir envahissantes, voire devenir des parasites des cultures pour pallier le déficit des apports organiques. 
De plus, une moindre abondance des organismes ingénieurs du sol se traduit généralement par une diminution des stocks de carbone du sol et une moindre résilience de l'écosystème ; un déséquilibre entre des groupes fonctionnels (par exemple des « compactants » aux dépens des « décompactants ») peut aussi entraîner une dégradation physique du sol. Des opérations de restauration de sols, de réintroduction ou d'« inoculation » de vers de terre, ou la pose de lombriducs sont des exemples d'actions utilisant les apports de l'écologie du sol. Des animaux faisant des terriers importants (Blaireaux, renards, lapins, etc) pourraient aussi jouer des rôles importants localement en matière de drainage, aération, hétérogénéité et qualité des sols.
Via l'agriculture (labour notamment, mais aussi autres formes de travail du sol, usage de pesticides, engrais, irrigation, drainage...), mais aussi via certaines pollutions, les prélèvement d'eau dans la nappe, et de manière moins immédiatement visible, via les modifications climatiques ou l'artificialisation globale des milieux, l'Homme interagit fortement avec les sols, sans en avoir conscience bien souvent. 
Des cultures industrielles telles que celles du maïs, très consommatrices d'eau, peuvent par exemple poser de graves problèmes là où les conditions optimales de croissance ne sont pas réunies ;

## Généralités
Le sol est constitué d'une multitude d'entités physiques, chimiques et biologiques, qui interagissent entre elles de nombreuses manières. Le sol est un mélange variable et évolutif de minéraux plus ou moins altérés et brisés et de matières organiques vivantes en décomposition. 
Avec des quantités adéquates d'air et d'eau, il fournit en partie le support mécanique et les nutriments dont les plantes et de nombreuses espèces fouisseuses ont besoin.
La vie du sol est en grande partie microscopique ou ne peut être perçue qu'aux échelles nanométriques, mais sa diversité et l'abondance des espèces y dépasse celles de tout autre écosystème. 
La croissance des plantes, leur enracinement, leur « compétitivité » sont en grande partie dépendante de l'écologie du sous-sol, dont la compréhension est donc une composante essentielle des sciences végétales et de l'écologie terrestre.

## Caractéristiques de l'écosystème-sol
L'humidité est un facteur limitant majeur pour la plupart des espèces terrestres. Ces dernières sont constamment confrontés au problème de la Sécheresse et du stress hydrique. La transpiration des plantes, comme l'évaporation de l'eau de surface peuvent être considérées comme des processus courant  de dissipation d'énergie, propre à l'environnement terrestre. Les variations extrêmes de température sont beaucoup plus prononcés et brutales dans l'air que dans l'eau dont l'inertie est plus importante. D'autre part, la diffusion et circulation rapide des gaz dans l'atmosphère est telle que partout sur le globe le mélange d'oxygène, d'azote et de dioxyde de carbone est remarquablement constant. le sol présente une situation intermédiaire entre l'air et l'eau en termes d'inertie thermique et gazeuse, mais il est un support plus solide pour les plantes et animaux non aquatiques. Les squelettes permettant de coloniser l'air ont évolué différemment sur terre que dans l'eau, et chez les plantes (arbres en particulier) et les animaux ; de même pour les moyens de locomotion ou de vol.
Le sol, et les continents qui le supportent - contrairement à l'océan - ne sont pas continu. Les mers, fleuves, grandes montagnes, etc séparent les masses de sols en entités plus ou moins écologiquement insularisées (le cas extrême étant le sol des îles isolées). Il y a d'importants obstacles géographiques à la libre circulation, mais l'érosion hydrique et éolienne, les animaux, les bois flottants peuvent transporter des aérosols, particules de sols ou sédiments sur de grandes distances.
La nature du substrat, bien qu'importante dans l'eau est particulièrement vitale pour de nombreuses espèces dans l'environnement terrestre. 
Le sol, bien plus que l'air est la source, constamment renouvelée (tant que le sol n'est pas dégradé) de nutriments très variés. C'est un sous-système hautement développé de la plupart des écosystèmes terrestres non immergés.

## Le réseau trophique du sol
Une très grande diversité d'organismes vivant et de virus composent le réseau trophique du sol. 

Ils varient en taille, des plus petites bactéries unicellulaires aux arbres, autres plantes et vertébrés en passant par des algues, champignons, protozoaires, nématodes, micro-arthropodes, vers, insectes du sol ou larves d'insectes aériens. par leur "travail" permanent ou saisonnier, les communautés vivantes du sol (et celles du bois-mort et des décomposeurs) produisent et entretiennent le sol, tout en épurant et freinant l'eau qui y circule et en épurant l'air (du carbone notamment).
Le réseau trophique du sol est une partie intégrante des processus écopaysagers ; La vie des sols décompose, inerte ou recycle de nombreux composés organiques, dont provenant des cadavres et excréments, ou de matières ou matériaux polluants (certains pesticides notamment), les empêchant de pénétrer dans l'eau et de devenir des polluants. Elle peut aussi contribuer à certains phénomènes d'antibiorésistance et de résistance de plantes à certains pesticides.
Les organismes du sol séquestrent, dans une certaine mesure et plus ou moins durablement, du carbone, de l'azote et d'autres nutriments qui pourraient autrement être présent en excès dans l'air ou les eaux souterraines. Des bactéries, symbiotes de plantes peuvent fixer l'azote de l'atmosphère, le rendant biodisponible pour les plantes et les herbivores.
De nombreux organismes et/ou leur mucus jouent un rôle primordial dans l'entretien ou la restauration de l'agrégation du sol et de sa porosité et capillarité, augmentant et entretenant son pouvoir d'infiltrations, de réserve en eau et d'épuration, tout en limitant fortement les effets d'érosion et de ruissellement des eaux de surface. 
Les ravageurs des cultures ont de nombreux prédateurs dans le sol, qui s'en nourrissent et qui eux-mêmes serviront de nourriture à des animaux vivant au-dessus du sol.

## La recherche en écologie du sol
Elle est nécessairement transdisciplinaire. Elle s'appuie en particulier sur la microbiologie et à l'autre extrême sur l'écologie du paysage. 

On cherche notamment à comprendre les interactions et interfaces entre la phase minérale du sol, les microorganismes qui l'habitent et la modifient, la flore, les systèmes racinaires, les animaux fouisseurs, et les processus biogéochimiques auxquels ils participent ensemble.
Le sol autrefois surtout appréhendé comme un substrat et environnement physique est de plus en plus appréhendé comme un écosystème complexe, voir presque comme un super-organisme où des activités très complexes de recyclage des gaz de l'eau et de la matière organique et minérale ont lieu.
La compréhension du sol est nécessaire pour résoudre des problèmes environnementaux et agroenvironnementaux liés à sa dégradation, aux puits de carbone, et pour améliorer sa résilience écologique, localement très affectée par les activités humaines.
La biogéochimie et l'écologie microbienne se sont notamment intéressé aux sols pollués, aux sols agricoles (labours, prairies, taillis courte rotation...) exposés aux fumiers et lisiers ou aux épandages d'eaux usées, ou encore au rôle de lombrics anéciques au regard de la qualité de l'eau et du cycle de l'azote, ou encore à l'évaluation de la qualité des sols vis-à-vis des gazons , de golfs notamment
On a ainsi assez récemment découvert l'importance des rôles et fonctions des mycorhizes et notamment des endomycorhize symbiotiques de nombreuses plantes qui exploitent ainsi beaucoup mieux les ressources du sol, tout en l'enrichissant en champignons bénéfiques pour elles. 
Les effets du bois raméal fragmenté ou de la Terra preta sur la vie bactérienne et les champignons mycorhiziens, ou la production de glomaline par les champignons mycorhiziens font partie des sujets récemment explorés par la biologie des sols, notamment en raison de leurs rôles dans le cycle du carbone et pour leur capacité à doper la croissance végétale.